# Entre el cielo y el infierno
Entre el cielo y el infierno es el quinto álbum de estudio de Rata Blanca, editado en 1994 por el sello discográfico BMG. En este disco la banda incursiona en un sonido más pesado al de sus predecesores, teniendo como nuevo vocalista a Mario Ian, exmiembro de Hellion y Alakrán.

## Detalles
El álbum fue grabado en los estudios La Nave de Madrid, España, y presentado en una gira latinoamericana. Fueron invitados a tocar en el festival Monsters of Rock de San Pablo (Brasil), junto a Ozzy Osbourne, Megadeth, Therapy? y Alice Cooper, en septiembre de 1995, aunque sería el único trabajo del grupo Rata Blanca con Mario Ian, quien se iría a formar su propio grupo: Devenir.
La canción «Patria» incluye en su solo una versión de «Aurora», una canción patria argentina. «Sombra inerte del amor» está escrito en referencia al sida aunque sin hacer referencias directas. De hecho, las siglas del título son S.I.D.A.
La última canción del disco, «Banda viajera», es una adaptación up-tempo de la canción «Travelin' Band» de la agrupación norteamericana Creedence Clearwater Revival, publicada originalmente en su disco titulado Cosmo's Factory de 1970, la cual, a pesar de su título traducido, conserva las letras originales en inglés. En esta versión queda en evidencia cierta similitud entre el registro vocal entre John Fogerty y Mario Ian. 
Durante el año 2019, Mario Ian, Sergio Berdichevsky, Gustavo Rowek y Javier Retamozo, quienes fueron parte de esta formación, se reunieron para formar una banda bajo el nombre de dicho álbum, realizando giras nacionales e internacionales y grabando material propio durante el 2022.

## Lista de canciones
1. «En el Bajo Flores» - 6:23 - (W.  Giardino)
2. «Bajo Control» - 5:06 - (W. Giardino / M. Ian)
3. «Jerusalén» - 7:35 - (W. Giardino / G. Rowek / M. Ian / S. Berdichevsky)
4. «Sombra inerte del amor» - 5:24 - (W. Giardino / M. Ian / S. Berdichevsky / G.Rowek)
5. «Obsesión» - 3:36 - (W. Giardino / G. Rowek / M. Ian / S. Berdichevsky / G. Rowek)
6. «Patria» - 7:21 - (W. Giardino)
7. «Herederos de la fe» - 4:43 - (W. Giardino / G. Sanchez / M. Ian / S. Berdichevsky / G. Rowek)
8. «Sin tu amor nada existe» - 5:54 - (W. Giardino)
9. «Máquina» - 6:27 - (W. Giardino)
10. «Fantasma azul» - 5:12 - (W. Giardino)
11. «Banda viajera» (cover de Creedence Clearwater Revival) - 1:59 - (John Fogerty)

## Personal

### Integrantes
- Walter Giardino: Guitarrista líder y productor.
- Mario Ian: Cantante.
- Sergio Berdichevsky: Guitarrista rítmico.
- Gustavo Rowek: Baterista.
- Guillermo Sánchez †: Bajista.
- Javier Retamozo: Tecladista.

### Otros
- Roland Harris: Productor.
- Alejandro Tersse Herrera: Grabación.
- Antonio Díaz: Fotografía.